# Gudala
Los gudala (o djuddala, o djuddála o godala) eran un clan nómada bereber medieval que vivió en la costa atlántica de la actual Mauritania y participaba en minera y comercio de sal. Pertenecía a la confederación Sanhadja junto con otros grupos bereberes como los lamtuna.

## Historia
Se les relaciona con la antigua tribu bereber de los getulos.
Se considera que en un principio la zona de asentamiento de los gudala era el estuario del río Senegal donde vivían de la pesca y de la captura de tortugas. Extraían sal cerca de la isla de Awlil ( In-Wolalan) al norte del estuario y controlaban el comercio transahariano hacia el sur de Marruecos.
En el curso de la campaña de los almorávides para contrarrestar el levantamiento de Siyilmasa en 1056, se quebró la confederación entre gudalas y lamtunas. Cuando Yahya ibn Umar, el líder de los lamtunas, avanzó hacia el meseta de Adrar, los gudala los atacaron en la batalla de Tabfarilla, que terminó con la derrota de los lamtunas y la muerte de su líder.Sin embargo, tiempo después varios clanes gudalas participaron con los almorávides en las campañas del Magreb.
En el curso del siglo XIV, los gudalas se encontraban en el sur de Saguia el Hamra. Más tarde se trasladaron de nuevo a Mauritania. Hoy en día casi han desaparecido y sólo quedan pequeños grupos.

## Islamización
El cronista al-Zhuri (siglo XII) señala que durante el reinado del califa Omeya Hishám ibn 'Abd al-Malik (724-743), tuvo lugar la conversión al islam del pueblo gudala, junto con otros miembros de la confederación sanhaya, los massufas y los lamtunas.
Entre el año 1039 y 1048 tuvo lugar el primer contacto con el líder espiritual islámico Ben Yasín, fundador de la corriente morabita y de la confederación almorávide. En estos primeros años Ben Yasín intentó fortalecer la fe musulmana dentro de los clanes y transmitir sus reformas puritanas. Entre 1054 y 1058 la relación de los gudalas con Ben Yacín terminó con un violento rechazo por parte de los notables del grupo que se negaron a seguir las medidas extremas que en materia sobre todo de castigos por desvíos en la fe instauró el líder religioso. Sólo el apoyo de los jefes lamtunas le permitió a Ben Yacín permanecer con su programa hasta 1059, cuando tuvo lugar su muerte.